# Alphonse Souchlaty-Poaty
Alphonse Souchlaty-Poaty, aussi appelé Alphonse Poaty-Souchlaty, né le 25 mars 1941 à Pointe-Noire et mort le 24 octobre 2024 à Évry, est un homme politique congolais (république du Congo).
Il est plusieurs fois ministre (Finances, commerce, Budget, & PME) avant d’être nommé premier ministre de la république populaire du Congo du 7 août 1989 au 3 décembre 1990, pendant la présidence de Denis Sassou-Nguesso.

## Biographie
Alphonse Souchlaty-Poaty est né à Diosso (Boali) en 1941, d'Alphonse Souchlaty-Poaty l'Ancien (mort le 24 mars 1946), ivoirier et voyageur, et d'Alphonsine Ndoko Ntondo.
Son père Alphonse Souchlaty-Poaty l'Ancien fut l'ami et le conseiller du roi Moe Poaty III. Ce dernier recueillit Alphonse Souchlaty-Poaty à la mort de son père en le traitant sur le même pied que ses propres enfants dont le prince Jean Barret. Alphonse Souchalty rejoint plus tard,  au village de Bondi, sa mère remariée avec son cousin, Olibre Taty Yoka, bûcheron et conteur, lequel l’élèvera comme son propre fils.
Alphonse Souchlaty-Poaty meurt le 24 octobre 2024 dans un hôpital parisien à l'âge de 83 ans.

### Carrière politique
Il a été ministre du Commerce et des Petites et Moyennes entreprises de 1984 à 1989. Après le quatrième Congrès ordinaire du parti congolais du travail (PCT) fin juillet 1989, il est nommé premier ministre le 7 août, succédant à Ange Édouard Poungui.  Après sa nomination, un nouveau gouvernement est nommé le 13 août 1989. Après un peu plus d'un an en fonction, Souchlaty-Poaty démissionne le 3 décembre 1990, au moment où le régime de parti unique du PCT est arrivé à sa fin,. Il démissionne du PCT en même temps. Souchlaty-Poaty aurait été en désaccord avec Sassou Nguesso sur le cours politique du pays à prendre face à des impératifs généralisés de changement.
À l'élection présidentielle d'août 1992 il a été le candidat de l'Union républicaine pour le progrès (URP) . Plus tard, il rejoint l'Union panafricaine pour la démocratie sociale (UPADS) et est élu comme l'un des vice-présidents du parti en décembre 2006, lors du premier Congrès extraordinaire de l'UPADS.
Alphonse Souchlaty-Poaty est également l'auteur de quelques livres, romans et essais. Il est le père de l’écrivaine Prescillia Laurelle Poaty, née le 24 novembre 1989 dans la Maternelle Port-Royal à Paris pendant qu'il occupait le poste de premier ministre[réf. nécessaire].

## Œuvre
- Le Mayombe des profondeurs, roman, 2000.
- L'Amour de l'Ange, roman, 2001.
- Le Testament de l'oncle Tibou, roman, 2001.
- Les Clés du paradis, roman, 2001.
- L'Anti-Machiavel : essai sur une alternance politique sans violence, 2003.